# Reginald Punnett
Reginald Crundall Punnett (Tonbridge, 20 giugno 1875 – Old Cleeve, 3 gennaio 1967) è stato un biologo e genetista britannico inventore del quadrato di Punnett.
Fondò, insieme a William Bateson, il Journal of Genetics nel 1910. Punnett è probabilmente meglio ricordato oggi come il creatore del quadrato di Punnett, uno strumento ancora utilizzato dai biologi per predire la probabilità del possibile genotipo della prole. Il suo Mendelism (1905) è a volte definito il primo libro di testo sulla genetica; ma è stato probabilmente il primo libro di scienza popolare ad introdurre la genetica al pubblico.

## Biografia
Reginald Punnett nacque nel 1875 nella città di Tonbridge, nel Kent, in Inghilterra.  Mentre recuperava da un attacco di appendicite da bambino, Punnett conobbe la Biblioteca del Naturalista di Jardine e sviluppò un interesse per la storia naturale. Punnett studiò al Clifton College.
Frequentando la Gonville and Caius College all'Università di Cambridge, Punnett si laureò in biologia nel 1898, e prese un master nel 1901 in zoologia. Tra questi corsi lavorò come dimostratore e docente part-time al Dipartimento di storia naturale della University of St. Andrews . Nell'ottobre del 1901, Punnett tornò a Cambridge quando fu eletto per fare parte di un gruppo di ricerca presso il Gonville and Caius College, dove lavorò in zoologia, in primo luogo nello studio dei vermi, in particolare i nemertini.  È stato durante questo periodo che lui e William Bateson iniziarono una ricerca in collaborazione, che durò diversi anni.

Un quadrato di Punnett raffigurante un reincrocio (test cross)

Quando Punnett era uno studente, il lavoro di Gregor Mendel sull'ereditarietà era sconosciuto e incompreso dagli scienziati.  Tuttavia, nel 1900, esso fu riscoperto da Carl Correns, Erich Tschermak von Seysenegg e Hugo de Vries. William Bateson diventò un sostenitore della genetica mendeliana, e tradusse il lavoro di Mendel in inglese.  Fu con Bateson che Reginald Punnett contribuì a stabilire la nuova scienza della genetica a Cambridge. Lui, Bateson e Saunders scoprirono insieme il collegamento genetico attraverso esperimenti con polli e piselli dolci.
Nel 1908, incapace di spiegare come un gene dominante non sarebbe diventato fisso e onnipresente in una popolazione, Punnett pose questo problema al matematico G. H. Hardy, con cui giocava a cricket. Hardy formulò l'Equilibrio di Hardy-Weinberg, indipendentemente dal tedesco Wilhelm Weinberg. 
Fu il sovrintendente del Museo di zoologia della Cambridge University dal 1908-1909.
Nel 1909 andò in Sri Lanka per incontrare Arthur Willey, membro della Royal Society, dopo direttore del Colombo Museum e R H Lock, poi assistente scientifico a Peradeniya Botanical Gardens e per la cattura di farfalle. L'anno successivo, pubblicò una monografia, '"Mimicry" sulle farfalle di Ceylon, con un suggerimento per quanto riguarda la natura del polimorfismo, nella rivista  Spolia Zeylanica  del Museo Colombo, in cui espresse la sua opposizione alle cause graduali dell'evoluzione delle farfalle 'mimicry' che poi ampliò nel suo libro del 'Mimicry in Butterflies'.
Nel 1910 Punnett divenne professore di biologia a Cambridge, e poi il primo Arthur Balfour Professor of Genetics quando Bateson lasciò il posto nel 1912.  Nello stesso anno, Punnett fu eletto un Fellow of the Royal Society. Nel 1922 ricevette la Medaglia Darwin della società.
Durante la Prima Guerra Mondiale, Punnett applicò con successo i suoi studi per il problema della predeterminazione del sesso nei polli.  Dal momento che solo le femmine erano utilizzate per la produzione di uova, l'identificazione precoce dei pulcini maschi, che venivano distrutti o separati per l'ingrasso, ha fatto sì che il limitato mangime per animali e altre risorse potessero essere utilizzate in modo più efficiente.  Il lavoro di Punnett in questo settore è stato riassunto in Heredity in Poultry (1923). Con Michael Pease come suo assistente, creò la prima razza di pollo auto-incrociata, la Cambar, trasferendo il gene blocco del Plymouth rock al Golden Campine .
Reginald Punnett si ritirò nel 1940, e morì all'età di 91 anni nel 1967 a Old Cleeve, Somerset.